# 薛贞植
薛貞植（1912年—1953年），北韓文學家和政治人物，也是國內派人，韓戰期間曾擔當朝鮮人民軍前線司令部文化官。1953年因間諜罪被處死。

## 生平

### 早年
薛貞植出生於咸鏡南道端川市，父親曾在大韓帝國當官。1929年，薛貞植於普通學校畢業後成功考進漢城公立農業學校(現首爾大學的前身)，但同年因參與光州學生運動而被迫退學。之後，他曾短暫的到中國留學。1935年，他來到日本學習。1937年，他到美國哥倫比亞大學進修，學成歸來後經營果園和農場。雖然如此，但他還一直參與抗日運動。

### 從政和被處決
1945年，日本投降，二戰結束，薛貞植加入《東亞日報》工作。翌年，他在林和等人的勸說下加入朝鮮共產黨，從而展開其從政經歷。1947年1月，他成為南朝鲜過度立法議會的辦公室副秘書長﹔同年8年又擔任文學家同盟的外國文學部長。1948年，薛貞植被聘為英文報刊《漢城時報》（The Seoul Times）的記者，但不久後因支持共產主義而被南韓政府打壓，他因而投奔到北韓。
在來到北韓後，韓戰爆發，薛貞植被委任為朝鮮人民軍前線司令部的文化官，負責宣傳工作。1951年，他還成為停戰談判的翻譯。然而，在1953年8月，即戰爭結束不久後，國內派領袖李承燁被時任最高領導人金日成指控為顛覆政府的間諜，薛貞植也被指為同謀而於同年被處決。

### 文學創作
薛貞植於20歲時開始從事文學創作，他的詩作《大街上的歌》就在那時完成。其後，他還出版了4部的詩集，當中包括﹕《鐘》、《葡萄》和《我的憤怒》等，還有長篇小說《青春》。他的詩作多是6至12行的短詩，而且多是在日治時期創作，評論認為他的作品具有民族主義色彩之餘，又有單純撲素的味道。

## 家庭
薛貞植育有3子1女，由於在其投奔北韓時，他未有帶同其妻子和子女。故此，薛貞植的家人沒有遭到肅清。另外，他的孫女金保城（韓語：김보성）是現時南韓的演員。

## 資料來源
1. 1 2 3 4 5 6 7  .   [2014-01-01]. （原始内容存档于2014-01-02）.
2. 1 2  설정식(薛貞植) 的存檔，存档日期2014-01-02.
3. ↑  "나의 아버지 설정식 시인" 《詩세상》 2004 12 12